# Swertia variabilis
Swertia variabilis är en gentianaväxtart som beskrevs av Pissjaukova. Swertia variabilis ingår i släktet Swertia och familjen gentianaväxter. Inga underarter finns listade i Catalogue of Life.